# HK Homel
HK Gomel je hokejový klub z Gomelu, který hraje Běloruskou hokejovou ligu. Klub byl založen roku 2000. Jeho domovským stadionem je Ice Palace Gomel s kapacitou 2700 lidí.